# Beyond日記之莫欺少年窮
《Beyond日記之莫欺少年窮》是1991年上映的一部香港時裝電影，由宋豪輝執導，樂隊Beyond主演。

## 內容
四個剛畢業的青年吳駒（黃家駒飾）、譚貫中（黃貫中飾）、陳自強（黃家強飾）、林世榮（葉世榮飾），本來熱愛音樂，並組織了樂隊，但甫畢業就各走各路：吳駒為家庭，一口氣兼做幾份雜工；譚貫中一心投考警隊，哪知被嫌未夠資質，只能轉任交通督導員；林世榮依從女友父親勸喻投考醫科，但林世榮對醫科缺乏興趣；陳自強投身保險業，哪知備受同行排擠。在大家飽受挫折後，發現音樂才是他們的理想職業……

## 演員表
| 演員             | 角色              | 粵語配音 | 備註 |
| ---------------- | ----------------- | -------- | --- |
| 黃家駒（Beyond） | 吳 駒             | 黃家駒   | 樂隊Begin成員。準備全家移民，為了籌集足夠資金而到處當兼職。                                                       |
| 黃貫中（Beyond） | 譚貫中            | 黃貫中   | 樂隊Begin成員。富有正義感，講求遵守規則，但投考警察失敗，只能任職交通督導員。                                     |
| 黃家強（Beyond） | 陳自強 （陳志強） | 黃家強   | 名字同陳自強。 樂隊Begin成員。欲在商界有所作為，金融公司的見習經紀。                                              |
| 葉世榮（Beyond） | 林世榮            | 葉世榮   | 名字同林世榮。 樂隊Begin成員。欲修讀音樂，但在長輩壓力下修讀自己沒興趣的醫科。                                    |
| 萬綺雯           | 雯 雯             | 曾慶珏   | 譚貫中的交通督導員同僚，為發泄工作壓力，休班時會隨街對執勤的同僚無理取鬧。                                        |
| 王靖雯           | Mary              |          | 林世榮青梅竹馬的女友。                                                                                            |
| 方 平            |                   | 方 平    | 吳駒之父。 |
| 鮑起靜           |                   |          | 吳駒之母。現實中方平與鮑起靜也是夫妻。                                                                            |
| 麥啟聰           |                   |          | 吳駒之兄。 |
| 江麗娜           |                   |          | 吳駒之妹。 |
| 鄒世孝           | 嘉倫醫生          | 黃子敬   | 資深醫生，Mary之父，與林世榮的父母為世交，受託照顧榮，認為音樂沒有前途，要求榮修讀醫科。貫中等人稱之為Uncle低能。 |
| 方偉立           |                   |          | 陳自強任職的金融公司的經理，詐騙顧客的資金。                                                                      |
| 程夢兒           | Vivian            |          | 陳自強任職的金融公司的美女同事，實為臥底於公司的商業罪案調查科程夢兒督察。                                        |
| 陳志成           |                   | 龍天生   | 譚貫中之死敵，經常違例泊車的士司機。                                                                              |
| 吳廷燁           |                   | 周永光   | 譚貫中之死敵，經常違例泊車的富家子弟。                                                                            |
| 侯煥玲           | 七姨婆            | 陶碧儀   | 陳自強的七姨婆，被騙去積蓄。                                                                                      |
| 高志森           |                   | 周永光   | 警校考官，建議先擔任交通督導員，等待調職警察的機會。                                                              |
| 伍國健           |                   |          | 譚貫中執勤時遇到的軍裝警員，看不起交通督導員。                                                                    |
| 周志輝           |                   | 高翰文   | 嘉倫醫生一家常光顧的高級餐廳侍應。                                                                                |
| 谷德昭           |                   | 龍天生   | 本電影編劇，客串與陳自強在街市行銷時的街市檔販                                                                    |

## 歌曲

### 主題曲及插曲
|        | 歌名       | 主唱   | 作曲   | 作詞   | 編曲   | 備註                                                                    |
| ------ | ---------- | ------ | ------ | ------ | ------ | ----------------------------------------------------------------------- |
| 主題曲 | 不再猶豫   | Beyond | 黃家駒 | 小美   | Beyond | 按片尾製作名單                                                          |
| 插曲   | 誰伴我闖蕩 | 黃家駒 | 黃家駒 | 劉卓輝 | Beyond | 按片尾製作名單                                                          |
| 插曲   | 明日世界   | 黃貫中 | 黃家駒 | 黃貫中 | Beyond | 按片尾製作名單                                                          |
| 插曲   | 完全的擁有 | Beyond | 黃家駒 | 葉世榮 | Beyond | 按香港電影資料館「香港電影檢索 （页面存档备份，存于）」資料庫及引用書籍 |

### 其他
- 譚貫中對的士司機發出違泊罰單時唱出《俾面派對》（Beyond歌曲，黃貫中填詞），隨後的士司機成功對譚貫中泄憤時也唱出修改了歌詞的《俾面派對》。

## 對白
- 你咪講過，有音樂，就唔會有世界末日架嘛（吳駒激勵林世榮除下面具，向Uncle表面志向）

## 備註
1. ↑  雖然大部分介紹均指其角色名字是「陳志強」，但劇情明確提到其名取自「自強不息」，粵語版讀音亦明顯是「自」不是「志」。
2. ↑  片中未提及其名字。

## 資料來源
1. 1 2 3 4 5 6 7 8  資料室. . 電影雙周刊. 1991, (332).
2. ↑  . www.hkfilmdirectors.com. 香港電影導演會.   [2022-04-13]. （原始内容存档于2022-04-16）.
3. 1 2 3 4 5 6  . Apple TV. 1991-08-29  [2022-03-09] （中文（香港））.
4. 1 2 3 4 5 6 7  資料室. . 電影雙周刊. 1991, (324): 50-51.
5. ↑  朱耀偉. . 香港浸會大學香港流行歌詞硏究計劃. 香港: 三聯書店. 1998: 302. ISBN 9620414829.

## 外部連結
- 香港影庫上《Beyond日記之莫欺少年窮》的資料（繁體中文）
- 互联网电影数据库（IMDb）上《Beyond日記之莫欺少年窮》的资料（英文）
- 豆瓣电影上《Beyond日記之莫欺少年窮》的資料 （简体中文）